# Kruszewo (osada leśna w powiecie ostrołęckim)
Kruszewo – osada leśna w Polsce położona w województwie mazowieckim, w powiecie ostrołęckim, w gminie Goworowo.
W latach 1975–1998 miejscowość należała administracyjnie do województwa ostrołęckiego.
Wierni kościoła rzymskokatolickiego należą do parafii Podwyższenia Krzyża Świętego w Goworowie.